# 冰原歷險記：巴克大冒險
是一部2022年美國動畫冒險喜劇片，由約翰·C·唐金執導，吉姆·赫克特、雷·德·迪勞倫提斯和威廉·施弗林共同編劇，為《冰原歷險記系列》的外傳電影兼第六部作品。主要配音員包括賽門·佩吉、烏特卡什·安邦德卡爾、賈絲汀娜·瑪查多、文森·唐和亞倫·哈里斯。
《冰原歷險記：巴克大冒險》2022年1月28日上線Disney+。發行後獲得普遍負面的評價，影評家認為它缺乏對名義角色的主要關注，批評它對配音演員的重鑄、動畫質量、鼠奎特的缺席以及在沒有藍天工作室參與的情況下製作電影的決定。

## 配音員
- 賽門·佩吉聲演巴克（Buck）
- 文森·唐（英语：Vincent Tong (voice actor)）聲演可拉鼠（Crash）
- 亞倫·哈里斯聲演愛迪（Eddie）
- 烏特卡什·安邦德卡爾（英语：Diane Guerrero）聲演奧森（Orson）
- 賈絲汀娜·瑪查多（英语：Justina Machado）聲演阿希（Zee）
- Dominique Jennings聲演伊麗（Ellie）
- Jake Green聲演喜德（Sid）
- Sean Kenin Elias-Reyes聲演蠻尼（Manny）
- Skyler Stone聲演狄亞哥（Diego）

## 製作
2018年8月，二十世紀福斯首席執行官斯泰西·斯奈德宣布，正在開發一部改編自《冰原歷險記系列》、並以巴克為中心的電視劇。2019年10月，迪士尼收購21世紀福斯後，該劇被確認由華特迪士尼影業開發。2020年12月，宣佈該劇已重新開發成電影，片名為《冰原歷險記：巴克大冒險》（The Ice Age Adventures of Buck Wild），賽門·佩吉回歸聲演主角巴克，故事圍繞巴克與可拉鼠和愛迪在恐龍世界展開大冒險。

## 發行
《冰原歷險記：巴克大冒險》2022年1月28日上線Disney+。

## 評價
本片發行後獲得極大的負面評價，爛番茄根據 35條專業評論，總計17% 「新鮮度」，平均得分3.7/10. 。Metacritic根據5條專業評論，獲得加權平均分數30分（滿分100），代表「負面評價為主」。為《冰原歷險記系列》評價最低的作品。

## 外部連結
- 官方网站
- 互联网电影数据库（IMDb）上《冰原歷險記：巴克大冒險》的资料（英文）